# Tremp
Tremp es un municipio y localidad española de la provincia de Lérida, en la comunidad autónoma de Cataluña. Capital de la comarca denominada Pallars Jussá, se trata del municipio catalán más extenso, con 302,47 km². Cuenta con una población de 5906 habitantes (INE 2017). En 1884 recibió el título de ciudad.

## Geografía

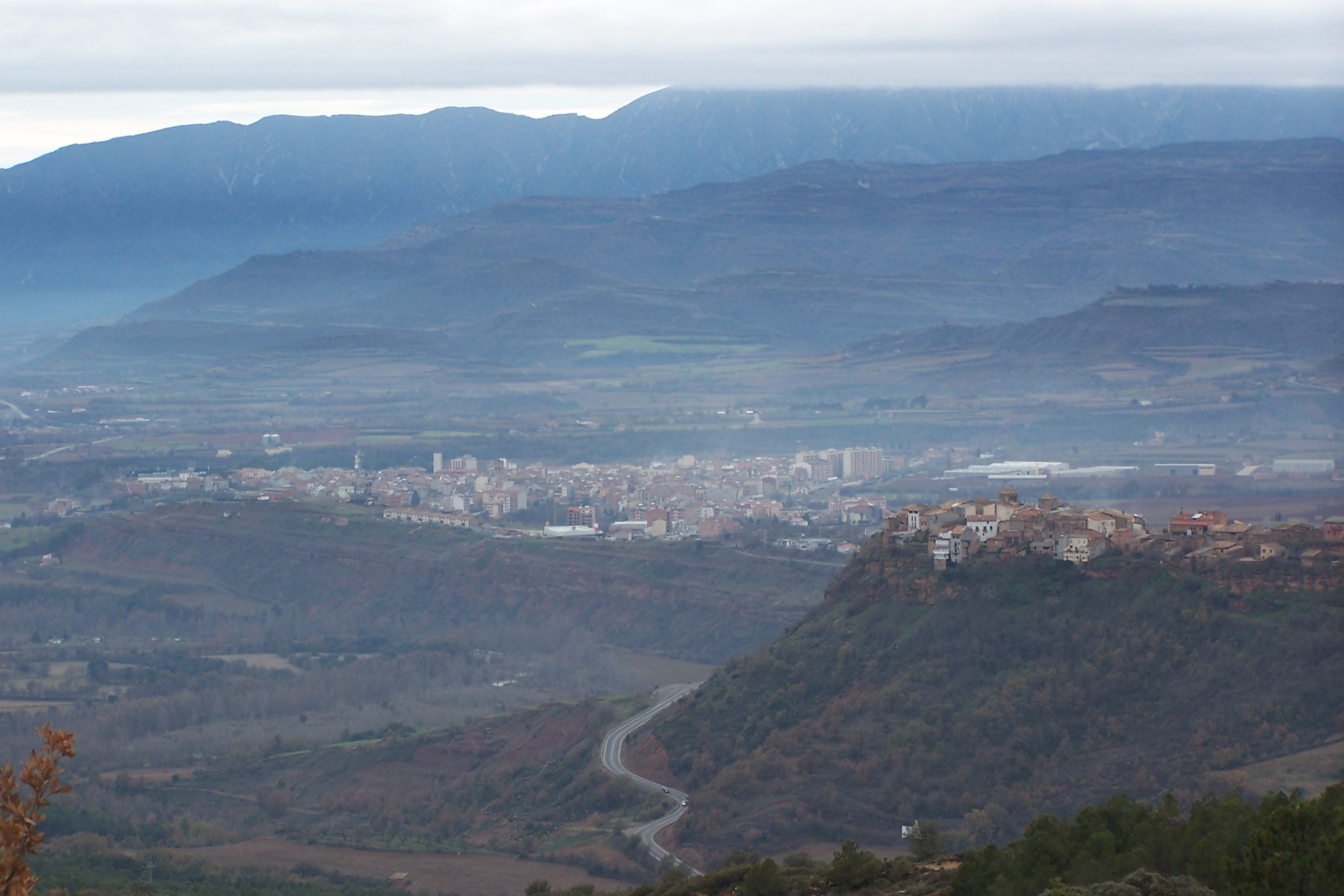
Vista de Tremp

El municipio se extiende en la zona del Prepirineo catalán, por el oeste de la cuenca del río Noguera Ribagorzana, y al este del río Noguera Pallaresa. El núcleo central del municipio está situado sobre una pequeña meseta dentro de la cuenca de su mismo nombre, a 468 m sobre el nivel del mar.
La Cuenca de Tremp constituye una comarca natural, delimitada por las sierras y montañas de Montllobar (1125 m), Lleràs (1678  m), Comiols (1356 m), Sant Gervàs (1834 m), Boumort (2070 m) y Montsec (1678 m). Los núcleos habitados del municipio se hallan situados a altitudes comprendidas entre los 400 y los 800 m sobre el nivel del mar.

### Clima
A pesar de su proximidad a las comarcas pirenaicas, su estratégica situación le permite disfrutar de un clima mediterráneo, con temperaturas medias similares a las del prelitoral catalán, si bien las temperaturas máximas y mínimas son más extremas.

### Símbolos
- El escudo de Tremp fue aprobado el 24 de abril de 1989,[3] y se define con el siguiente blasón:

Escudo en forma de losange con ángulos rectos: de azur, la Madre de Dios de Valldeflors de oro acompañada de dos flores de lis de argén. Por timbre, una corona mural de ciudad.

- La bandera de Tremp tiene la siguiente descripción:

Bandera apaisada, de proporciones dos de alto por tres de largo, azul, la representación o signo simplificado del ramo de lirios, inscrito dentro de un círculo de diámetro 3/4 del ancho de la tela; los tres lirios de que se compone, estilizados heráldicamente, están puesto de dentro hacia fuera del círculo, a intervalos iguales y con el superior paralelo al asta, cada lirio inscrito dentro de un cuadrado cuyo lado mide la tercera parte del ancho de la bandera.

## Geografía humana

### Demografía
Cuenta con una población de 6015 habitantes (INE 2024).
| Gráfica de evolución demográfica de Tremp entre 1842 y 2021 |
| |
| Población de derecho según los censos de población del INE Población de hecho según los censos de población del INEEntre el censo de 1857 y el anterior, crece el término del municipio porque incorpora a 255128 (Claret) Entre el censo de 1887 y el anterior, crece el término del municipio porque incorpora a parte de 25528 (Castisent) |

### Núcleos de población
Tremp está formado por 28 entidades de población. En el censo de 1717 Tremp incorpora a Bernui de Claret; en el 1787, Puigverd, Turmeda y Vileta; en el 1857, Aulàs, El Castellet, Claramunt, Claret, Enrens y Trepadús, Escarlà, Espills, Fígols de Tremp, Llastarri, Els Masos de Tamúrcia, Orrit, Puigcercós, Sant Adrià de la Conca, Puigverd, Santa Engràcia, La Torre de Tamúrcia, Tendrui, Tercui, Espluga Freda y Casterner de les Olles; en el 1887, Castisent; en el 1970, Espluga de Serra, Eroles, Gurp y Sapeira; en el 1975, Palau de Noguera, Suterraña y Vilamitjana. 
Lista de población por entidades:
| Núcleo de población    | Habitantes (?) |
| ---------------------- | -------------- |
| Aulàs                  | 15             |
| Castellet, El          | 6              |
| Casterner de les Olles | 1              |
| Castisent (Castissent) | 20             |
| Claramunt              | 1              |
| Claret                 | 2              |
| Eroles                 | 11             |
| Escarlà                | 2              |
| Espills                | 5              |
| Espluga Freda          | 1              |
| Espluga de Serra       | 45             |
| Fígols de Tremp        | 2              |
| Gurp                   | 8              |
| Masos de Tamúrcia, Els | 12             |
| Palau de Noguera       | 85             |
| Pont d'Orrit, El       | 15             |
| Puigcercós             | 52             |
| Puigverd               | 1              |
| Sant Adrià             | 4              |
| Santa Engràcia         | 24             |
| Sapeira                | 2              |
| Suterraña (Suterranya) | 69             |
| Tendrui                | 5              |
| Tercui                 | 2              |
| Torogó                 | 2              |
| Torre de Tamúrcia, La  | 7              |
| Tremp                  | 4647           |
| Vilamitjana            | 207            |
| Fuente: Municat        |                |

## Administración y política
| Periodo   | Nombre                                                        | Partido |
| --------- | ------------------------------------------------------------- | ------- |
| 1979-1983 | Víctor Laforga Saurina                                        | CiU     |
| 1983-1987 | Miquel Verdeny Toha                                           | CiU     |
| 1987-1991 | Miquel Verdeny Toha                                           | CiU     |
| 1991-1995 | Víctor Orrit Ambrosio                                         | PSC     |
| 1995-1999 | Víctor Orrit Ambrosio                                         | PSC     |
| 1999-2003 | Víctor Orrit Ambrosio                                         | PSC     |
| 2003-2007 | Miquel Verdeny Toha (2003-2005) Joan Ubach Isanta (2005-2007) | CiU     |
| 2007-2011 | Víctor Orrit Ambrosio                                         | PSC     |
| 2011-2015 | Víctor Orrit Ambrosio                                         | PSC     |
| 2015-2019 | Joan Ubach Isanta                                             | CiU     |
| 2019-2023 | María Pilar Cases Lopetegui                                   | ERC     |
| 2023-act. | Sílvia Romero Galera                                          | CxT-CP  |

## Comunicaciones
El núcleo principal del municipio se halla situado sobre la carretera C-13, que lo atraviesa en dirección norte-sur. También se puede acceder por medio del ferrocarril de la línea entre Lérida y Puebla de Segur, que tiene estación en el propio núcleo. Además, existe la posibilidad de acceder haciendo uso de la línea regular de autobús.

## Patrimonio
- Ermita de Santa Lucía de Vilamitjana
- Yacimiento paleontológico de Les Serretes en Vilamitjana; conocido por el hallazgo de un importante yacimiento paleontológico de huesos de dinosaurio. En dicho yacimiento cabe destacar el dentario de hadrosaurio mayor de Cataluña y segundo mayor de España, y un par de dientes de dinosaurio carnívoro pertenecientes a nuevas especies.[7][8][9]

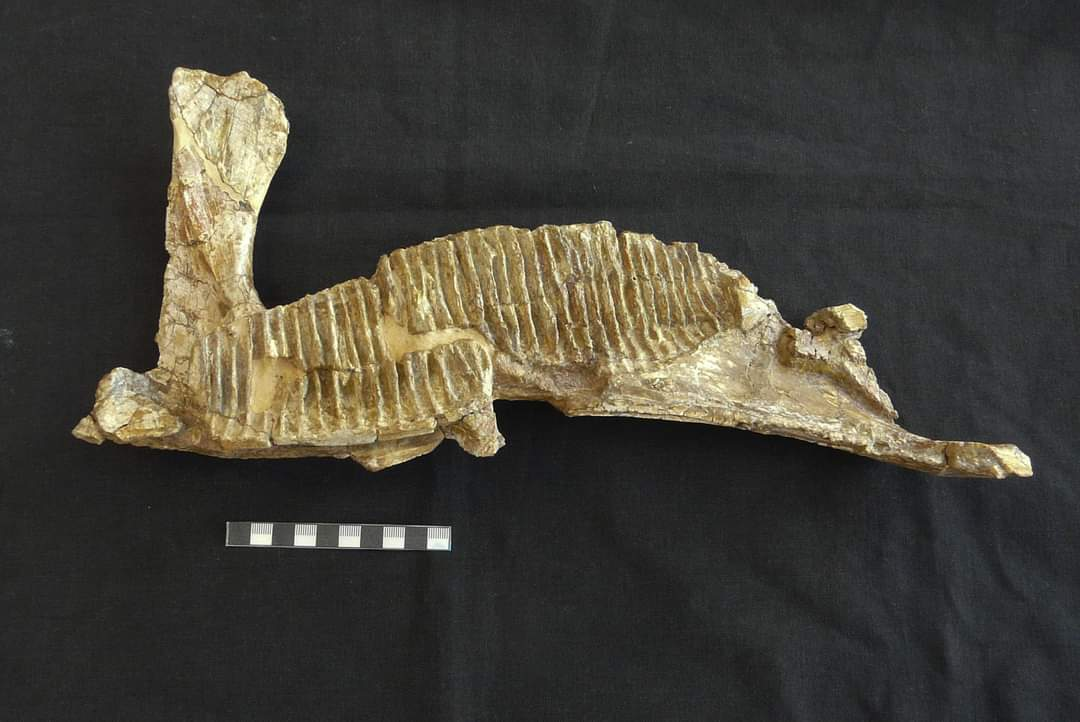
Este dentario de hadrosaurio se puede ver en el Museo de la Conca d'ellà a Isona

- Iglesia de Sant Miguel de Suterranya
- Iglesia de San Serni de Suterranya
- Iglesia de San Serni de Puigfalconer
- Iglesia de Santa María de Eroles
- Iglesia de Santa María de Valldeflors
- Institut Geològic de Catalunya, sede territorial
- Iglesia de San Juan de Palau de Noguera